# Ernesto Hernández
Ernesto Exequiel Hernández Oncina, noto semplicemente come Ernesto Hernández (Montevideo, 26 luglio 1985), è un calciatore uruguaiano, portiere del Boston River.

## Palmarès
- Campionato uruguaiano: 1

River Plate (M): 2009-2010
- Campionato colombiano: 1

Deportivo Cali: 2015-I